# Monolepta flavicollis
Monolepta flavicollis là một loài bọ cánh cứng trong họ Chrysomelidae. Loài này được Gyllenhal? miêu tả khoa học năm 1925.